# Leanca Grâu
Leanca Grâu (în rusă Ля́нка Гео́ргиевна Гры́у, născută Leana Gheorghievna Ilnițkaya, în rusă Ля́на Гео́ргиевна Ильни́цкая, n. 22 noiembrie 1987) este o actriță rusă cu origini moldovenești.

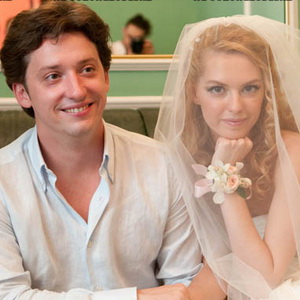
Nunta Leancăi Grâu și a lui Mihail Vainberg pe 9 iunie 2010

Leanca Grâu este fiica actorului moldovean Gheorghe Grâu și a actriței ruse Stella Vladimirovna Ilnițkaia. Are o soră, Veronika.
Pe 9 iulie 2010 Leanca s-a căsătorit cu regizorul și compozitorul rus Mihail Vainberg (n. 31 mai 1975). Împreună au un băiat, Maxim Vainberg (n. 20 februarie 2011).
În prezent, locuiește cu familia sa în Moscova (Rusia).
Pentru prima oară a jucat într-un film la vârsta de 4 ani.

## Filmografie
- 1992 Unu (Один)
- 1996 Al treilea fiu (Третий сын)
- 1997 Mica prințesă (Маленькая принцесса)
- 1998 Cine, dacă nu noi (Кто, если не мы)
- 2000 Triumful (Триумф)
- 2001 Cercetașii-4 (Сыщики-4)
- 2001 Natura dezgolită (Обнаженная натура)
- 2002 Roluri principale (Главные роли)
- 2004 Jack-Pot pentru Cenușăreasă (Джек-пот для Золушки)
- 2004 Podul îngust (Узкий мост)
- 2005 Flăcăi de aur (Золотые парни)
- 2005 Popsa (Попса)
- 2005-2007 Sortită să devii stea (Обречённая стать звездой)
- 2006 Cerc sângeros (Кровавый круг)
- 2006 Profitorii (Жулики)
- 2006 Linia fierbinte (Служба доверия)
- 2007 Dragoste interzisă (Запретная любовь)
- 2007 Din flacără și lumină (Из пламя и света)
- 2007 Experții (Эксперты)
- 2008 Noaptea ușilor închise (Ночь закрытых дверей)
- 2008 Intră, nu-ți fie frică, ieși, nu plânge (Заходи, не бойся, выходи, не плачь)
- 2009 Reîntoarcerea muschetarilor, sau Comoara cardinalului Mazarini (Возвращение мушкетёров, или Сокровища кардинала Мазарини)
- 2009 9 indicii de adulter (9 признаков измены)
- 2009 Vânt victorios, zi senină (Победный ветер, ясный день)
- 2009 Inima căpitanului Nemov (Сердце капитана Немова)
- 2009 A iubi și a urî (Любить и ненавидеть)
- 2009 Barviha (Барвиха)
- 2009 Aoleu, mamă (Ой, мамочки)
- 2009 Lucru murdar (Грязная работа)
- 2010 Te caut (Ищу тебя)
- 2010 Prima noapte a Lunii (Первая ночь луны)
- 2010 Explorare militară: Frontul de Vest (Военная разведка: Западный фронт) Serial TV
- 2010 Copiilor sub 16 ani... (Детям до 16…)
- 2010 De la inimă la inimă (От сердца к сердцу)
- 2011 De aur (Золотые)
- 2011 Duelul (Дуэль)
- 2012 Forțe tămăduitoare prin iubire (Любви целительная сила)
- 2013 Cercetașele (Разведчицы)
- 2013 Sherlock Holmes (Шерлок Холмс) Serial TV, 2013
- 2013 În sport doar domnișoare (В спорте только девушки)
- 2014 Mama-detectiv (Мама-детектив)
- 2014 Profesia - moașă (Профессия — акушер)
- 2014 Drumul spre casă (Дорога домой)
- 2014 Testul de sarcină (Тест на беременность)